# Vicario generale

Stemma di vicario generale.

Vicario generale è una carica prevista dal Codice di diritto canonico nel suo Libro II intitolato Il popolo di Dio.
Il can. 475 al comma 1 di questo Libro recita: 
«In ogni diocesi il vescovo diocesano deve costituire il vicario generale affinché, con la potestà ordinaria di cui è munito a norma dei canoni seguenti, presti il suo aiuto al Vescovo stesso nel governo di tutta la diocesi.»
Pertanto è una figura obbligatoria nelle diocesi cattoliche di rito latino.
La figura è di norma unitaria, salvo alcune eccezioni previste nel secondo capoverso dello stesso canonico. Le eventuali eccezioni possono nascere dall'ampiezza della diocesi o dalla dimensione demografica della stessa.

## I compiti
Rappresenta il vescovo, e cura i rapporti con le parrocchie e i vicariati, le concessioni degli imprimatur, i rapporti con gli enti territoriali e della società civile, l'amministrazione dei beni ecclesiastici e gli aspetti giuridici  dei sacramenti e della loro celebrazione. In caso di Sede vacante, questi sostituisce temporaneamente il Vescovo fino alla nuova nomina.
Pertanto fanno riferimento diretto al Vicario Generale più uffici, se esistono e se sono organizzati in tal modo (l'esempio è tratto dall'Arcidiocesi di Bologna):
- la Cancelleria della Curia
- i parroci
- i Vicari pastorali
- il Collegio dei parroci urbani per i rapporti con le strutture amministrative
- l'Ufficio amministrativo diocesano
- il Consiglio diocesano per gli affari economici
- l'Istituto diocesano per il sostentamento del clero
- l'Ufficio diocesano per le nuove chiese
- il Servizio diocesano per la promozione e il sostegno economico alla Chiesa
- gli amministratori del Beni ecclesiastici
- i consigli parrocchiali per gli affari economici
- eventuali strutture di gestione economica

Solitamente il vicario generale fa parte del consiglio di curia.

## Ordinariato Militare per l'Italia
Nell'Ordinariato militare per l'Italia la qualifica di vicario generale militare è attribuita al "vice" dell'Ordinario militare, assimilata al grado militare di maggior generale (generale di divisione), mentre vi sono vicari episcopali con la medesima potestà ordinaria vicaria del vicario generale ma demandata a singole Forze Armate e ai quali viene attribuita l'assimilazione al grado militare di brigadier generale (generale di brigata).